# Diepo Ruczji
Diepo Ruczji (ros. Депо Ручьи) – służbowy przystanek kolejowy w miejscowości Petersburg, w Rosji. Położony jest na linii z Dworca Fińskiego do Chijtoły, w obrębie stacji Ruczji, przy Lokomotywowni Ruczji.